# Gervasi Roca i Roca
Gervasi Roca i Roca (Barcelona, 1831 - 24 d'agost de 1881) va ser un primer actor, director i dramaturg teatral català.

## Trajectòria professional
- 1878, 19 de març. En el paper de Marc, criat a l'obra Boigs fan bitlles original de Rossend Arús i Arderiu. Estrenat al teatre de la Princesa de València.